# 阿波罗7号
阿波罗七号（英語：Apollo 7）是美国国家航空航天局1968年10月执行的首次阿波罗计划载人任务，也是1967年1月阿波罗一号发生火灾导致三名宇航员丧生后首次恢复载人太空飞行。阿波罗七号乘组包括指令长瓦尔特·施艾拉、指令舱驾驶员唐·埃斯利和登月舱驾驶员瓦尔特·康尼翰（虽然此次任务没有登月舱）。
三名宇航员本是第二次阿波罗载人任务乘组，当时是阿波罗一号替补乘组。火灾过后，载人飞行暂停等待事故调查及航天器与安全规章改进，无人任务继续。为防事故重现，三人花费大量时间监控此次任务的阿波罗服务与指令舱建造。阿波罗一号事故过后的21个月里，他们大部分时间继续训练。
1968年10月11日，阿波罗七号在佛罗里达州卡纳维拉尔角空军基地发射升空，11天后溅落太平洋。任务期间服务与指令舱经过大量测试，还首次从美国太空船上发送电视直播信号。机组与地面控制人员颇有摩擦，所幸技术任务全面成功，给予航空航天局充分信心在两个月后把阿波罗八号送入月球轨道。三名宇航员与地面人员的冲突一定程度上导致他们此后再也没有重返太空，其中施艾拉在上天前就宣布要在完成任务后退役。阿波罗七号完成阿波罗一号在近地轨道测试服务与指令舱的任务，为航空航天局将人类送上月球迈出坚实的一步。

## 背景和人员
| 岗位                                                                 | 宇航员                             | 宇航员                             |
| -------------------------------------------------------------------- | ---------------------------------- | ---------------------------------- |
| 指令长                                                               | 瓦尔特·施艾拉 第三和最后一次飞行   | 瓦尔特·施艾拉 第三和最后一次飞行   |
| 指令舱驾驶员                                                         | 唐·埃斯利 第一和仅有的一次飞行     | 唐·埃斯利 第一和仅有的一次飞行     |
| 登月舱驾驶员註                                                       | 瓦尔特·康尼翰 第一和仅有的一次飞行 | 瓦尔特·康尼翰 第一和仅有的一次飞行 |
| 註：无论是否配备登月舱，“登月舱驾驶员”都是第三驾驶员的正式职位名称。 |                                    |                                    |

施艾拉是水星计划七人成员，1945年从美国海军学院毕业。1962年他参与水星计划第五次载人飞行任务水星-宇宙神八号，也是第三次抵达地球轨道的任务，还是双子座6A号指令长。阿波罗七号发射时他45岁，在海军官拜上校。埃斯利1952年从海军学院毕业并获航空学士学位，他选择加入空军，阿波罗七号任务时38岁，出任少校。:171康尼翰1951年加入海军，第二年开始飞行训练，1953至1956年在海军陆战队飞行中队服役，阿波罗七号任务时他36岁，是海军陆战队预备役少校，属平民:171:68。1960和1961年，康尼翰在加利福尼亚大学洛杉矶分校分获物理学士和硕士学位。1963年，埃斯利与康尼翰均入选第三组宇航员。:171

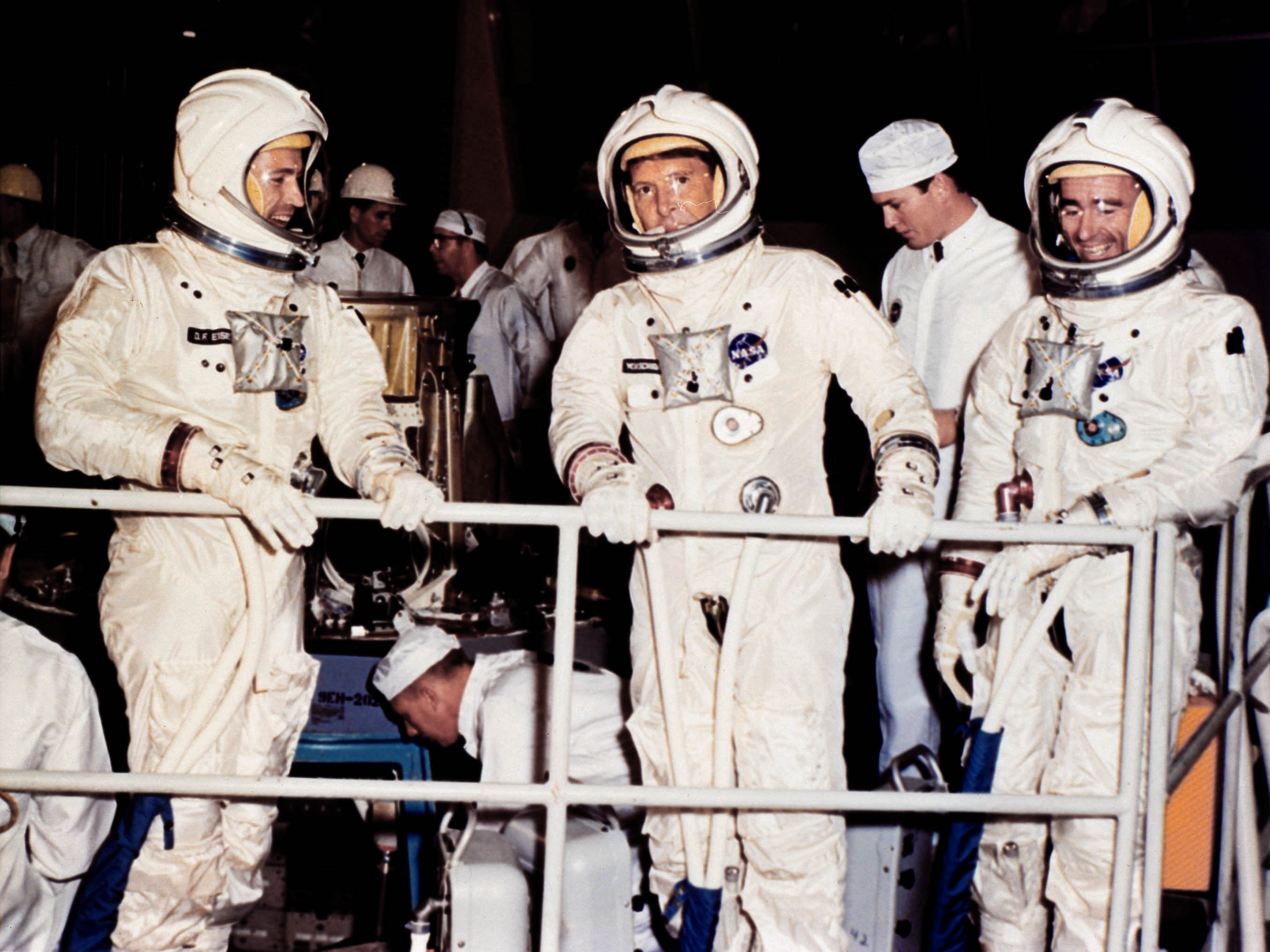
1966年，施艾拉等人为阿波罗二号任务训练

埃斯利原定和爱德华·怀特一起加入古斯·格里森的机组参加阿波罗一号任务，但就在1966年3月25日消息正式公布前几天，埃斯利肩膀受伤需要手术，结果被罗杰·查菲取代，埃斯利另行分配到施艾拉的小组:689–691。
1966年9月29日，施艾拉、埃斯利与康尼翰首次获命为阿波罗计划宇航员，原定执行第二次指令舱地球轨道测试飞行任务:955–957。康尼翰对身为新手却能入选主机组、无需先从替补做起颇感兴奋，但又担心如果阿波罗一号任务全面成功，阿波罗二号似乎毫无必要。他后来得知，因身体原因不能参与太空飞行的前水星计划七人成员、飞行任务成员办公室主任迪克·斯雷顿计划在获得医疗许可后出任阿波罗二号指令长，施艾拉也支持他的决心。斯雷顿没有及时取得许可，施艾拉继续担任指令长，但阿波罗二号任务在1966年11月取消，施艾拉等人成为格里森机组的替补。:88–91替补指令长托马斯·斯塔福德表示，阿波罗二号是在施艾拉一行向航空航天局高管递交需求清单、要求任务包含登月舱与能够对接的指令舱后取消；沦为替补后施艾拉愤愤不平，称斯雷顿和首席航天员艾伦·谢泼德毁了他的事业:552–556。
1967年1月27日，格里森一行正执行发射台测试，为计划2月21日启动的阿波罗一号任务做准备，突然舱内发生火灾，三人当场丧生:12–18，对阿波罗计划的全面安全审查接踵而至。火灾过后不久，斯雷顿要求施艾拉、埃斯利和康尼翰参加暂停结束后的第一次任务:113。阿波罗一号原计划使用第一批次服务与指令舱，只能用于早期地球轨道任务，没有与登月舱对接的功能；阿波罗七号不同，使用为登月任务设计的第二批次太空船，指令舱和宇航服都经过大量修改，尽可能减轻灾难重现的风险。施艾拉等人需要检测生命保障、推进、制导和控制系统，任务不限定结束时间，按需延长到完成所有测试时止。阿波罗一号的原定最长时限是14天，阿波罗七号缩短至11天。
阿波罗七号的替补组员包括指令长斯塔福德、指令舱驾驶员约翰·杨和登月舱驾驶员尤金·塞尔南，三人后来成为阿波罗十号主机组成员:568。罗纳德·埃万斯、杰克·斯威格特和爱德华·吉文斯是任务支持组成员，但吉文斯于1967年6月6日死于车祸，位置由威廉·波格取代。埃万斯曾在肯尼迪航天中心参与设备测试，斯威格特是地面控制中心和任务宇航员交流的航天舱通讯员，还曾参与任务运作层面工作。波格投入规章程序修改。此外，任务支持组还是主机组和替补机组执行任务的替补。
任务期间负责在地面控制中心和宇航员交流的航天舱通讯员分别是：埃万斯、波格、斯塔福德、斯威格特、杨和塞尔南；飞行指导包括格林·伦尼（Glynn Lunney）、吉恩·克兰兹（Gene Kranz）与格里·格里芬（Gerry Griffin）:171–172。

## 规划和训练
据康尼翰回忆，施艾拉起初对参加第三次太空飞行兴致缺缺，开始为离开航空航天局后的事业打算。但阿波罗一号的火灾改变一切，施艾拉等人执行的是灾难过后首次任务，“瓦尔特·施艾拉成为临危受命挽救载人航天计划的人，这等任务足以引起他的兴趣”。:115–116埃斯利指出，火灾发生后，“我们知道除了自家前程外，整个载人航天计划的命运和未来都取决由阿波罗七号能否成功”:38。
阿波罗太空船指令舱在北美航空位于加利福尼亚州唐尼的工厂建造，阿波罗一号火灾促使施艾拉等人决心亲自跟进建造和测试的每个步骤。如此打算必然影响训练，但指令舱模拟器还没做好，离发射还早得很。三人常驻唐尼期间，模拟器在休斯顿载人航天器中心和佛罗里达州肯尼迪太空中心建设。模拟器待命后，虽有替补和支持组员协助，但施艾拉等人的时间依然紧张，一天往往要工作12甚至14小时。指令舱完工并运到肯尼迪太空中心后，乘组训练重心转移到佛罗里达州，但还需到休斯顿参与计划和技术会议。他们难得返回位于休斯顿的家中度周末，一般都留在肯尼迪太空中心参加训练或航天器测试。:35–39前宇航员汤姆·琼斯（Tom Jones）2018年发文指出，无可辩驳的证据表明施艾拉等人此行风险很大，这成为施艾拉面对美国国家航空航天局和北美航空管理层时极其有力的筹码，不管是在会议室还是航天器装配现场，他的要求都能得到满足。

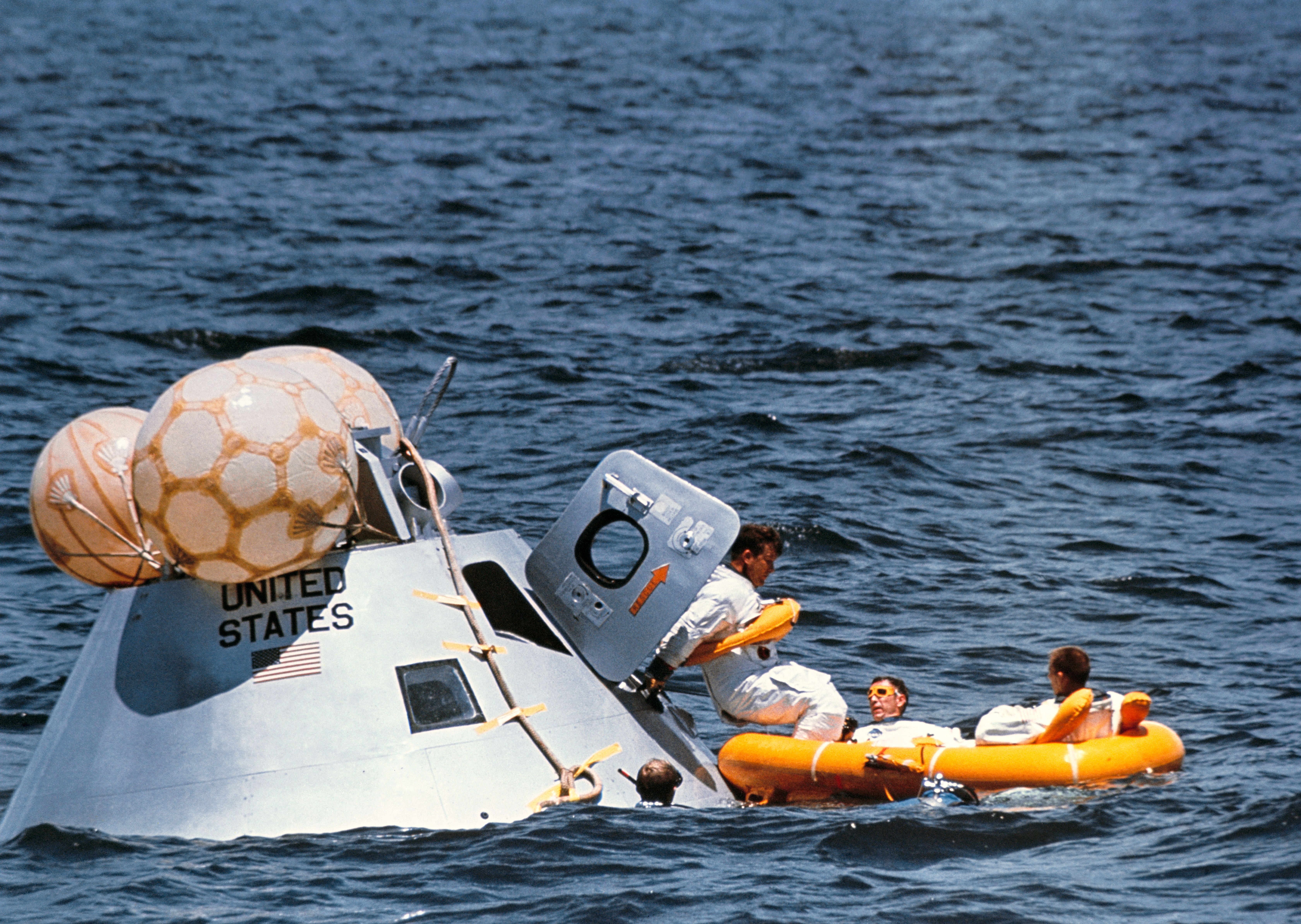
机组成员参与水面出舱训练

阿波罗七号按任务持续整整11天的标准训练，训练时间达任务时间五倍。他们听取技术简报，参加飞行员会议并自行研究。他们参加发射台疏散训练和为航天器溅落后出舱准备的水上出舱训练，还学会使用灭火器材。他们在麻省理工学院练习操作阿波罗制导计算机，每人在指令舱模拟器训练160小时，偶尔还有休斯顿的任务控制中心现场参与。:55–57阿波罗一号乘组死于“拔除插头”测试，施艾拉等人也需进入太空船完成测试，但舱门保持打开:37, 41。阿波罗一号的太空船舱门只能向内打开，大火在舱内蔓延时宇航员无法及时打开舱门逃生，所以阿波罗七号测试时不关闭舱门:110–115。
与阿波罗七号实际配备类似的指令舱在任务启动前测试。1968年6月，约瑟夫·科文、文斯·布兰德和约瑟夫·恩格三名宇航员进入指令舱，在休斯敦载人航天器中心的真空室内停留八天，测试航天器各项功能。同年四月，吉姆·洛弗尔、斯图尔特·罗萨和查尔斯·杜克进入海军舰艇投放在墨西哥湾的指令舱，花费48小时测试各系统遇到海水后能否正常工作。五月，指令舱又放进休斯顿的水箱进一步测试。技术人员还在指令舱质量模拟器内保持各种大气成分和气压后放火，根据结果决定发射时指令舱采用六成氧气和四成氮气的大气组成，接下来四小时内代以低压纯氧，提供充足的防火保障。还有些航天器的质量模拟器用于坠落来测试降落伞，模拟指令舱如果掉在陆地会出现何等程度破坏。所有的测试结果都令人满意。:70–75
任务启动前，苏联把无人探测器四号和五号送到月球周围，看起来是在为载人绕月飞行造势。美国国家航空航天局的阿波罗登月舱进度远远落后预期，阿波罗计划主管乔治·洛（George M. Low）提议如果阿波罗七号一切顺利，阿波罗八号将不带登月舱进入月球轨道。洛的提议令阿波罗七号变得更加举足轻重。:76据斯塔福德回忆，施艾拉显然对整个阿波罗计划都依赖阿波罗七号圆满成功倍感压力，故而言辞举止变得更加尖酸刻薄而且毫不掩饰:616。
麦克唐纳飞行器公司工程师冈特·温特（Günter Wendt）在水星计划和双子座计划期间一直是航天器发射台工作组负责人，是航天器发射条件的最终责任人。他的敬业赢得包括施艾拉在内众多宇航员尊重。但建造航天器的承包商由麦克唐纳（水星和双子座计划）改为北美航空（阿波罗计划），温特不负责阿波罗一号的发射台安全。施艾拉坚决要求安排温特负责阿波罗任务的发射台安全，促使斯雷特说服北美航空从麦克唐纳挖角，施艾拉又亲自说服北美航空发射运作主管将温特的工作时间从午夜改成白天，以便后者负责阿波罗七号，此后所有阿波罗任务都是温特负责发射台。温特在阿波罗七号发射前离开发射台，康尼翰此时说道：“冈特应该走了。”埃斯利回答：“是的，我想冈特是走了。”:913:200

## 硬件设施

### 阿波罗太空船

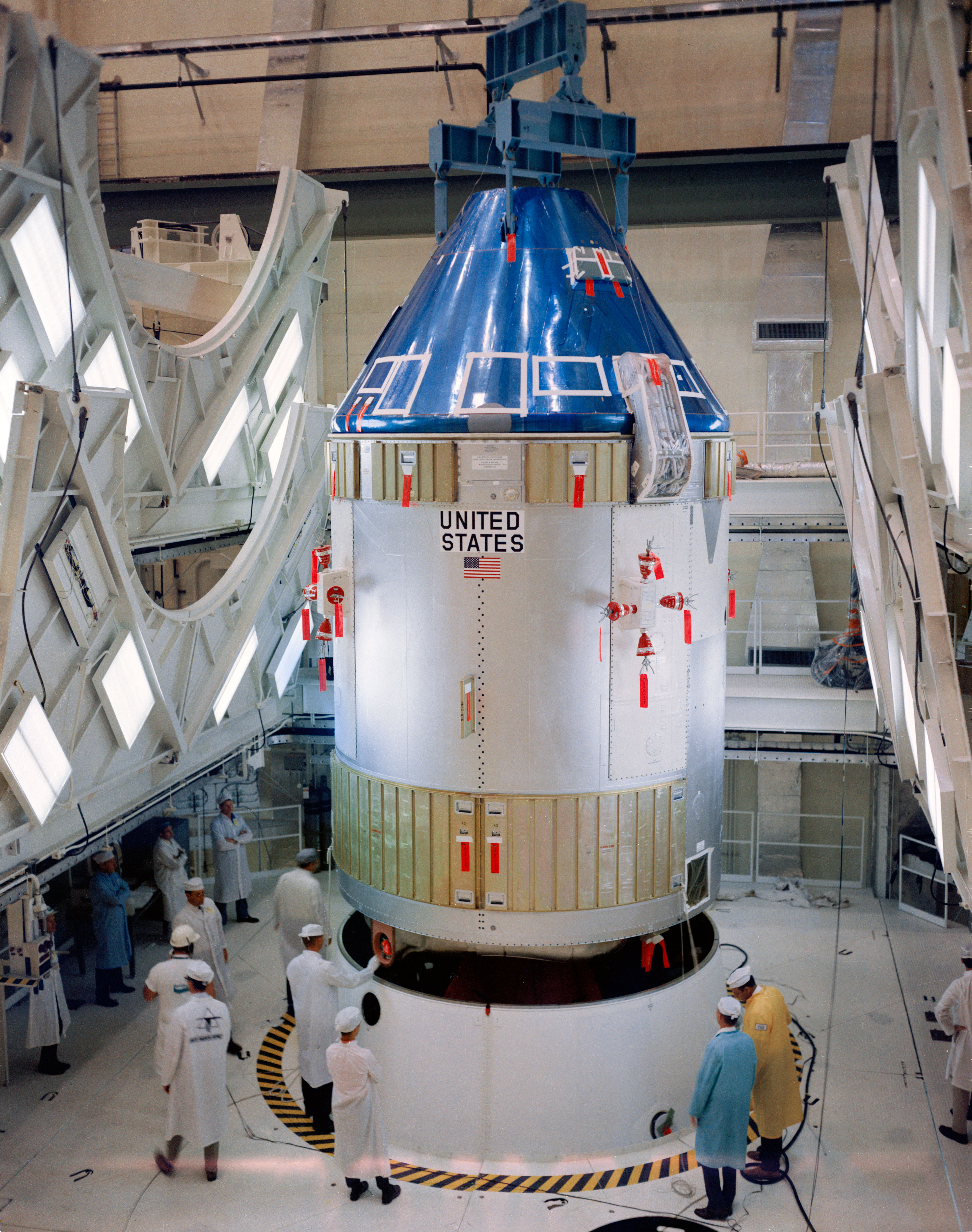
发射前的服务与指令舱CSM-101

阿波罗七号太空船包含指令舱和服务舱，航天器编号“-101”，是拥有对接登月舱功能的第二批次太空船首飞:172，但此次任务没有配备登月舱。太空船还包含发射逃逸系统和太空船与登月舱适配器，但没有登月舱，仅提供连接服务舱和S-IVB火箭级仪器单元的配合结构，:25–26内部增加部件提升结构强度代替登月舱:A-43。发射逃逸系统在S-IVB火箭级点火后抛弃:A-41，服务与指令舱同火箭分离进入轨道时，太空船与登月舱连接器留在火箭上:A-43。
阿波罗一号失火令第二批次太空船的服务与指令舱大量修改，建议调整超过1800项，其中约1300项在阿波罗七号落实。这其中最显著的就是舱门改成铝和玻璃钢制成，宇航员只需七秒就能从内部打开，发射台人员用十秒可从外部打开。其他变更包括高压氧气系统的铝管改成不锈钢，易燃材料改为不易燃（如塑料开关改成金属），同时为防火灾配有消防设施，还有应急供氧系统防止宇航员吸入有毒烟雾。:29
自从古斯·格里森把双子座3号叫做“莫莉·布朗”后，美国国家航空航天局就禁止给航天器起绰号。施艾拉想为飞船起名“不死鸟”（Phoenix），但航空航天局不同意:172此后直到阿波罗九号，指令舱才有除任务名称以外的呼号，因为服务与指令舱需要同登月舱分离后重新对接，乘组需要不同的呼号区分:340。

### 发射火箭

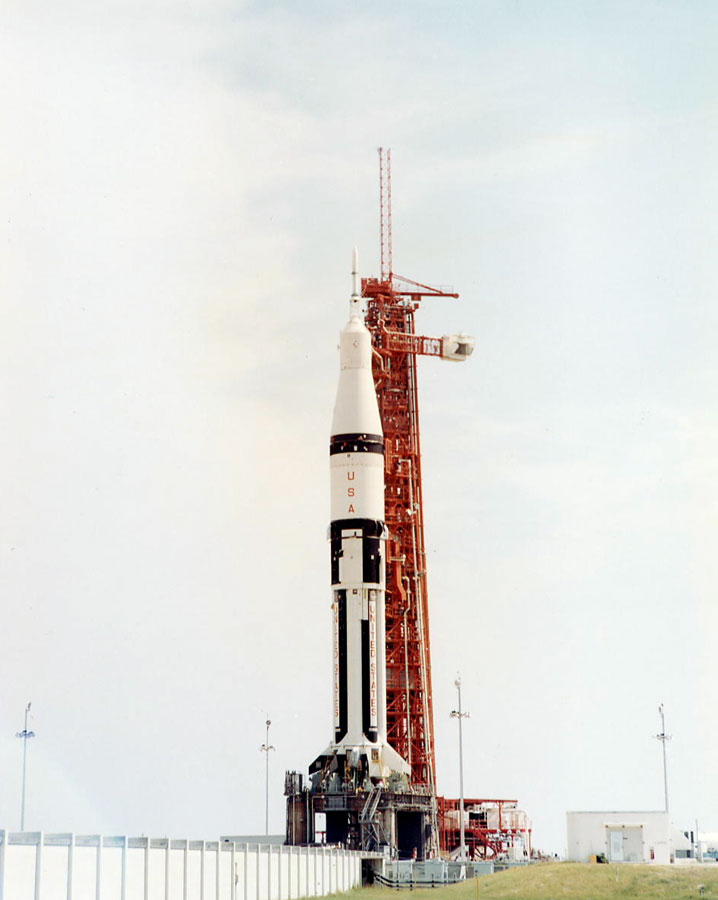
位于34号发射台的阿波罗七号土星1B号运载火箭，编号SA-205

阿波罗七号不含登月舱且只需飞到近地轨道，所以采用土星1B號運載火箭，而不是尺寸和推力都大得多的土星5号运载火箭。发射火箭编号-205:172，是第五枚升空的同型号火箭，之前四枚都没有承担过把人类送入太空的任务。为避免再现阿波罗六号无人任务期间出现的提前熄火故障，J-2火箭发动机采用的发动机燃料管线更好，采用预燃室的火炬式点火器点燃主燃烧室混合燃料。阿波罗六号使用同样配备J-2火箭发动机的土星5号火箭，任务后的分析结果表明，发动机连接的推进剂管线已经泄露。:3, 33
土星1B是两级火箭，其中第二级是与土星5号第三级类似的S-IVB火箭级:31，此后的所有阿波罗任务都是用土星5号火箭发射。阿波罗计划结束后，土星1B号火箭还曾用于阿波罗-联盟测试计划，并将阿波罗服务与指令舱乘组送往天空实验室。
阿波罗计划所有载人任务中只有阿波罗七号是在卡纳维拉尔角空军基地34号发射台升空，此后阿波罗任务和天空实验室航天器（包括阿波罗-联盟测试计划）都是在附近的肯尼迪航天中心39号发射台升空。34号发射号于1969年停用，所以阿波罗七号也是20世纪卡纳维拉尔角空军基地发射的最后一次载人航天器任务。

## 任务重点
阿波罗七号的主要任务是证明第二批次太空船能在登月任务所需时间内满足居住等各项功能需要，证明太空船主发动机服务推进系统（service propulsion system）和指令舱的制导系统能执行轨道交会，最后精确再入和溅落。此外任务还有许多具体目标，如评估通信系统、飞船上包括推进剂贮箱存量探测器在内的各种功能是否精确。许多旨在收集数据的项目计划在任务早期执行，这样即便任务提前中止也能完成目标，在下次任务前纠正问题。:6

### 发射和测试

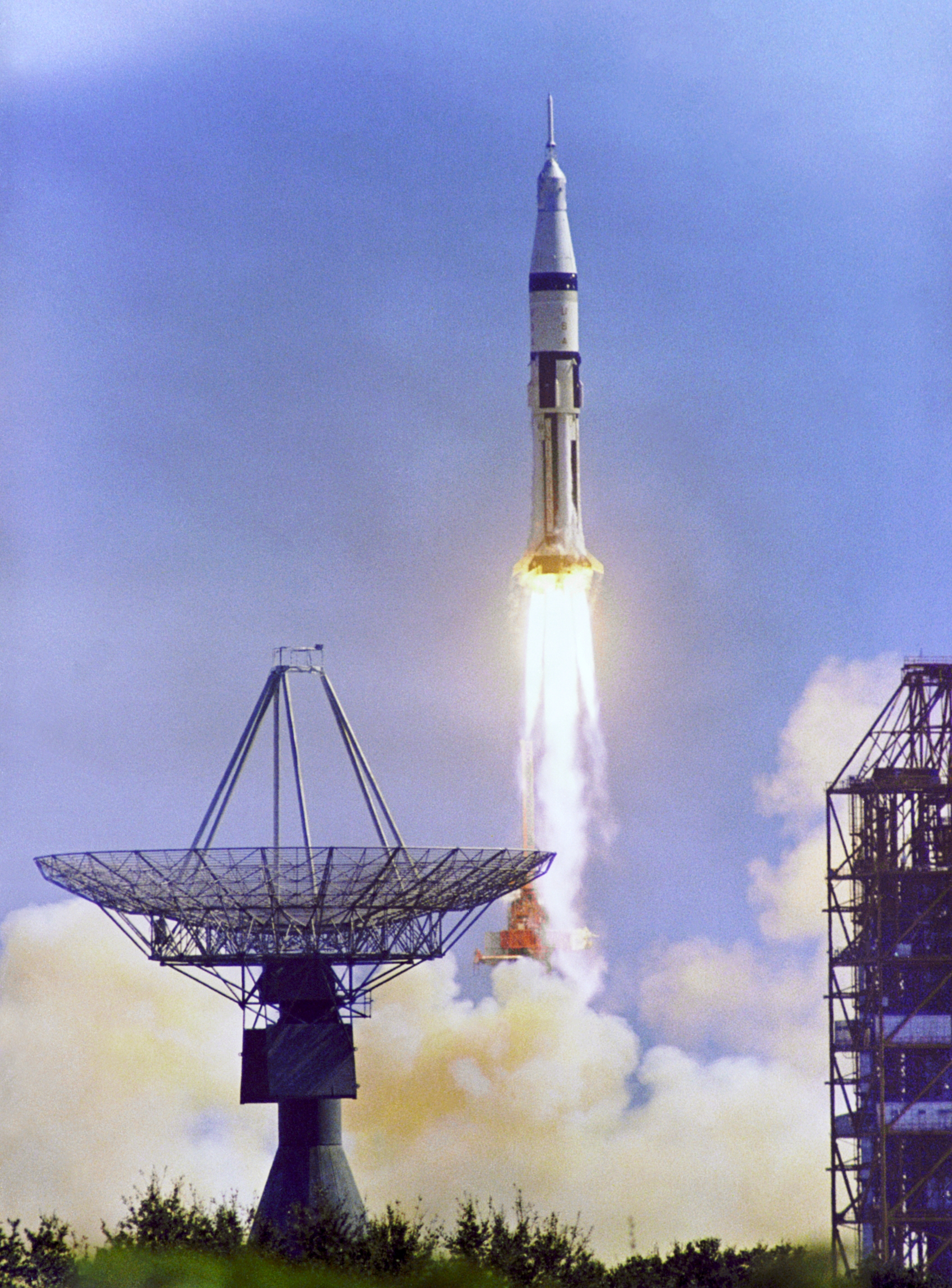
阿波罗七号起飞

协调世界时1968年10月11日（星期五）15:02:45，阿波罗七号在34号发射台飞上蓝天，暂停22个月的美国载人太空飞行终于恢复。
发射倒计时期间刮起东风，如此天气条件发射有违安全规章，一旦运载火箭故障或中止，指令舱可能不会像预定的那样落在水面，而是在风的影响下摔在陆地上。阿波罗七号所配人员靠椅还是阿波罗一号的老款式，安全程度不及后来的阿波罗任务。据施艾拉事后回忆，他当时感觉应该推迟发射，但管理层坚持发射，面对压力他也没再坚持。
火箭起飞非常顺利，土星1B号首次执行载人任务表现出色，飞行期间没有显著异常，宇航员称飞行非常平稳。45岁的施艾拉创下最年长的太空人纪录，事实证明他还是唯一参与水星、双子座和阿波罗计划飞行任务的宇航员。
宇航员在火箭起飞后三小时完成两项动作模拟登月任务需要。首先是在仍与火箭相连时操纵航天器，检验是否能否满足登月任务时进入地月转移轨道的需要。接下来是脱离火箭后，施艾拉转动服务与指令舱，靠近火箭上画出的对接目标，模拟服务与指令舱对接登月舱操作，执行登月任务时，需要先把两舱对接，再将结合的完整太空船脱离火箭。与S-IVB火箭级保持轨道定位20分钟后，施艾拉随火箭级自行飘到122公里外，准备第二天再尝试交会。

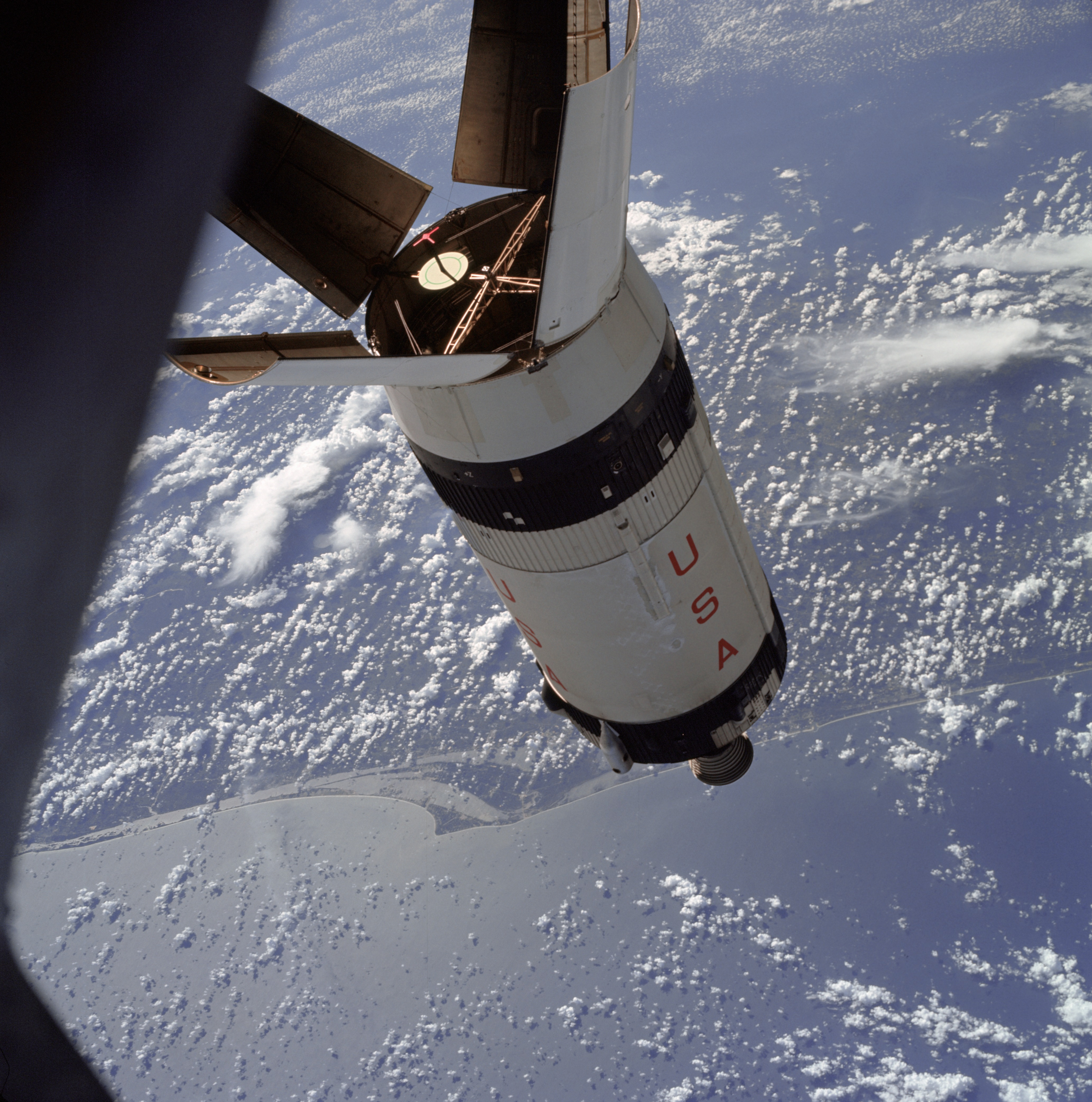
轨道上的阿波罗七号S-IVB火箭级

阿波罗七号宇航员午餐时吃到美国太空船上准备的第一顿热饭。航空航天局的医生声称速溶咖啡没有任何营养，但施艾拉还是带上太空:192–193。升空五小时后，他汇报已经首次用塑料袋装满咖啡，自称喝起来很享受。
第二天的交会操作旨在证明服务与指令舱的轨道匹配能力，还能在登月计划提前中止、或登月舱从月表起飞后营救登月舱:14。但第一天接近尾声时，施艾拉汇报已患上感冒，斯雷顿在通讯中赞同任务中心要求，建议三名宇航员在交会前打开并测试机载电视摄影机，但施艾拉以太冷、大家又没吃饭，而且任务日程已经非常紧张为由拒绝。
执行登月任务的阿波罗太空船配有交会雷达，但阿波罗七号没有，导致交会操作更复杂。登月任务的阿波罗太空船是用服务推进系统送入或离开绕月轨道，但此前仅在测试台上点过火。宇航员相信发动机肯定能达成目标，但担心点火时出现异常导致任务提前中止。点火时间由地面计算，但操纵航天局靠近S-IVB火箭级的最终操作还是要靠宇航员完成，埃斯利需使用望远镜和六分仪计算最终点火时间，施艾拉操作服务与指令舱的反推力系统推进器。据埃斯利回忆，首次启动服务推进系统时大家都被猛烈的震动吓了一跳，推进器点火后产生的推力促使施艾拉欢呼“呀吧嗒吧嘟！”（Yabba dabba doo!），借用动画片《摩登原始人》中的招牌口号。施艾拉控制太空船缓慢靠近失控持续翻滚的S-IVB火箭级，顺利完成交会。:63–68

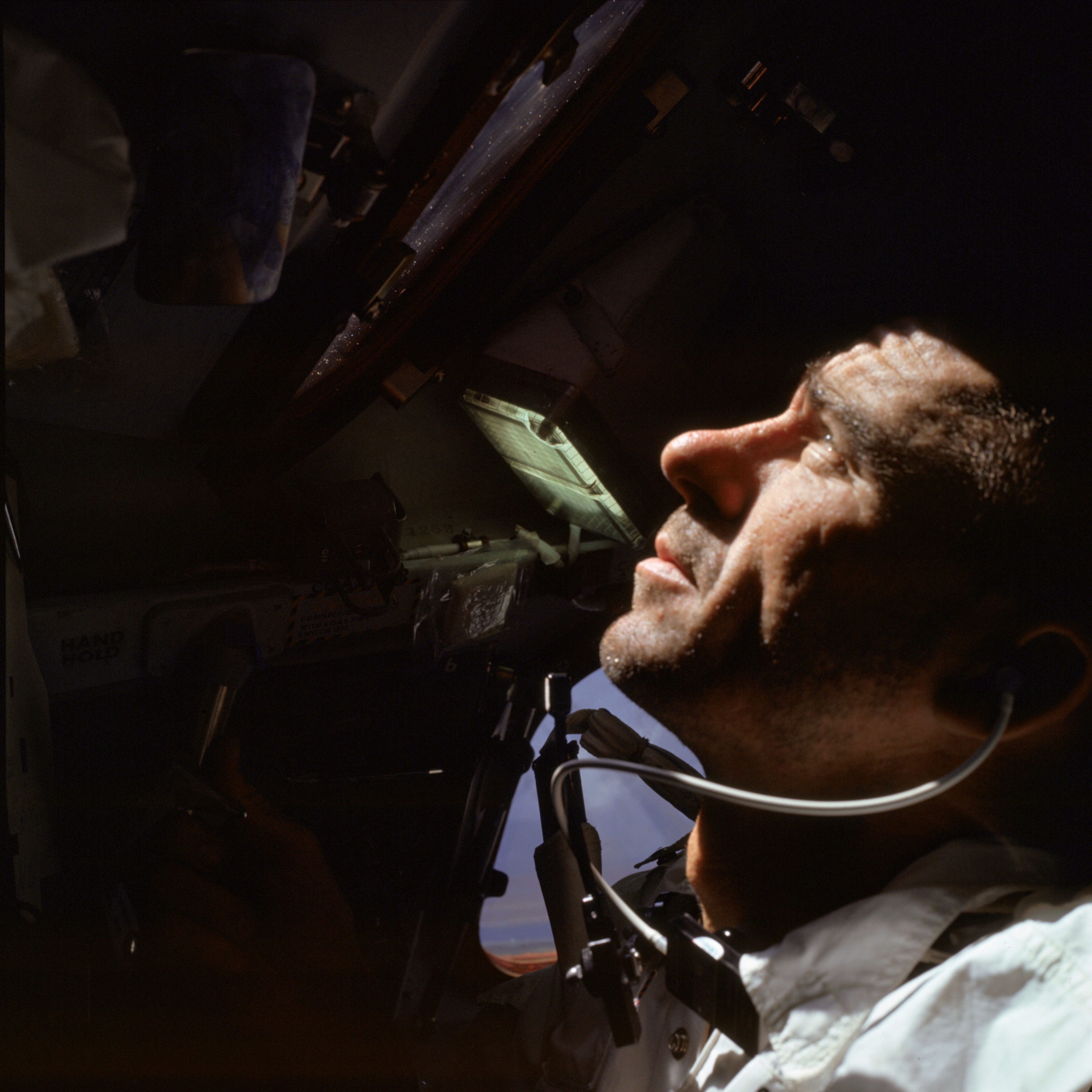
任务期间的康尼翰

10月14日，阿波罗七号首度电视直播，节目开始是写在卡片上的文字：“高在万物之上的阿波罗演播室向大家问好”，借鉴20世纪30年代乐队队长参加广播节目时的惯用语。康尼翰充当摄影师，埃斯利主持。直播全长七分钟，宇航员向观众介绍太空船并展示美国南部景观。直播结束前施艾拉又拿起另一张卡片，上面同样是过去广播节目的惯用语：“朋友们，给我们寄卡片写信哦”，迪安·马丁前不久也曾引述这句话。这是历史上首次美国太空船电视直播，戈尔登·库勃虽在1963年的水星-宇宙神九号发回慢扫描电视画面，但因清晰度太差没有播出。对此琼斯表示，这些节目就像“宇航员以和蔼可亲的态度向国家航空航天局发出坚实的公关政变”。此后每天施艾拉等人都直播十分钟，准备的标志牌越来越多，教导观众太空船知识，返回地球后他们还为此获艾美奖特别奖。
10月14日晚，太空船的机载雷达接收器锁定地面发射器，再度证明服务与指令舱可以同月表返回的登月舱保持联络。此后直到任务结束，宇航员反复测试服务与指令舱，测试项目包括推进、导航、环境、电气和热控制系统，结果都令人满意。科林·伯吉斯（Colin Burgess）同弗朗西斯·法兰奇（Francis French）合著的阿波罗计划主题著作声称：“阿波罗太空船重新设计后超出所有人的奢望”。:1011–1012埃斯利发现导航比预想要难，而且大气模糊导致难以利用地平线观察恒星，水体干扰下难以分辨哪些闪光的点是恒星，哪些又只是冰块:1012–1014。任务结束时，服务推进系统发动机共点火八次，没有出现任何问题。
宇航员的睡觉时间安排要求任何时间至少要有一人保持清醒，三人对此很不习惯。埃斯利在他人睡觉时醒着，他人醒着的部分时间睡觉，但是醒着的人工作时容易打扰他人。据康尼翰回忆，他就曾在醒来时发现埃斯利打瞌睡。:1015–1018

### 冲突及溅落
施艾拉在回忆录中表示，他对地面管理人员起飞前坚持发射颇感愤怒：“我有充足理由，任务把我们推入险境”:200。琼斯指出，发射前的争执只是序幕，剩余任务时间一直在打决策权拉锯战。睡眠不足及施艾拉患上感冒都可能激化乘组与地面控制人员的争执，导致任务期间不时发生冲突:1021–1022。

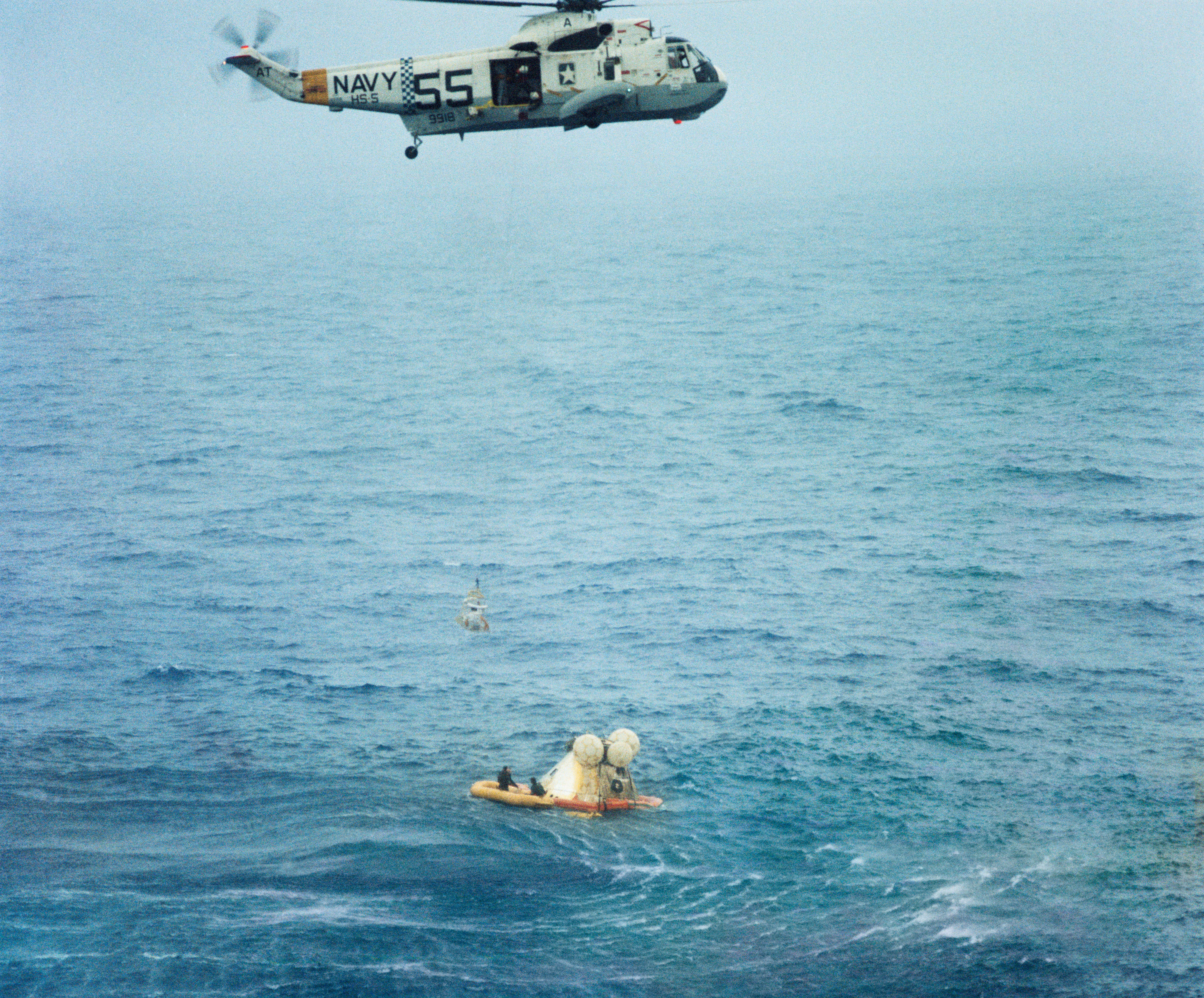
宇航员吊上救援直升机

电视测试引发乘组与休斯顿的分歧，施艾拉声称：“你们已经在时间表中增加两次点火，还加上尿液排放，现在整个太空船都是新的，我就老实告诉你，电视测试必须推迟，交会完成前一切免谈”。据他事后回忆，“我们抵制任何干扰主要任务目标的要求，特别是明显会干扰目标的周六早间电视节目”:202。埃斯利在回忆录中表示相同看法：“我们需要全神贯注地准备那些重要测试，不希望为当时看来无关紧要的琐事分散精力……显然地球上那帮人不这么看，反过来还说阿波罗七号乘组脾气暴躁、顽固不化，拒不服从命令”:71–72。法兰奇和伯吉斯也认为：“从客观角度考虑，交会、对准、发动机测试都安排在任务前期，分配不均的确会令时间紧张，赶在电视节目前完成无可厚非”:1026。斯雷顿最后接受施艾拉的意见，但后者的态度还是令地面控制人员颇感意外。

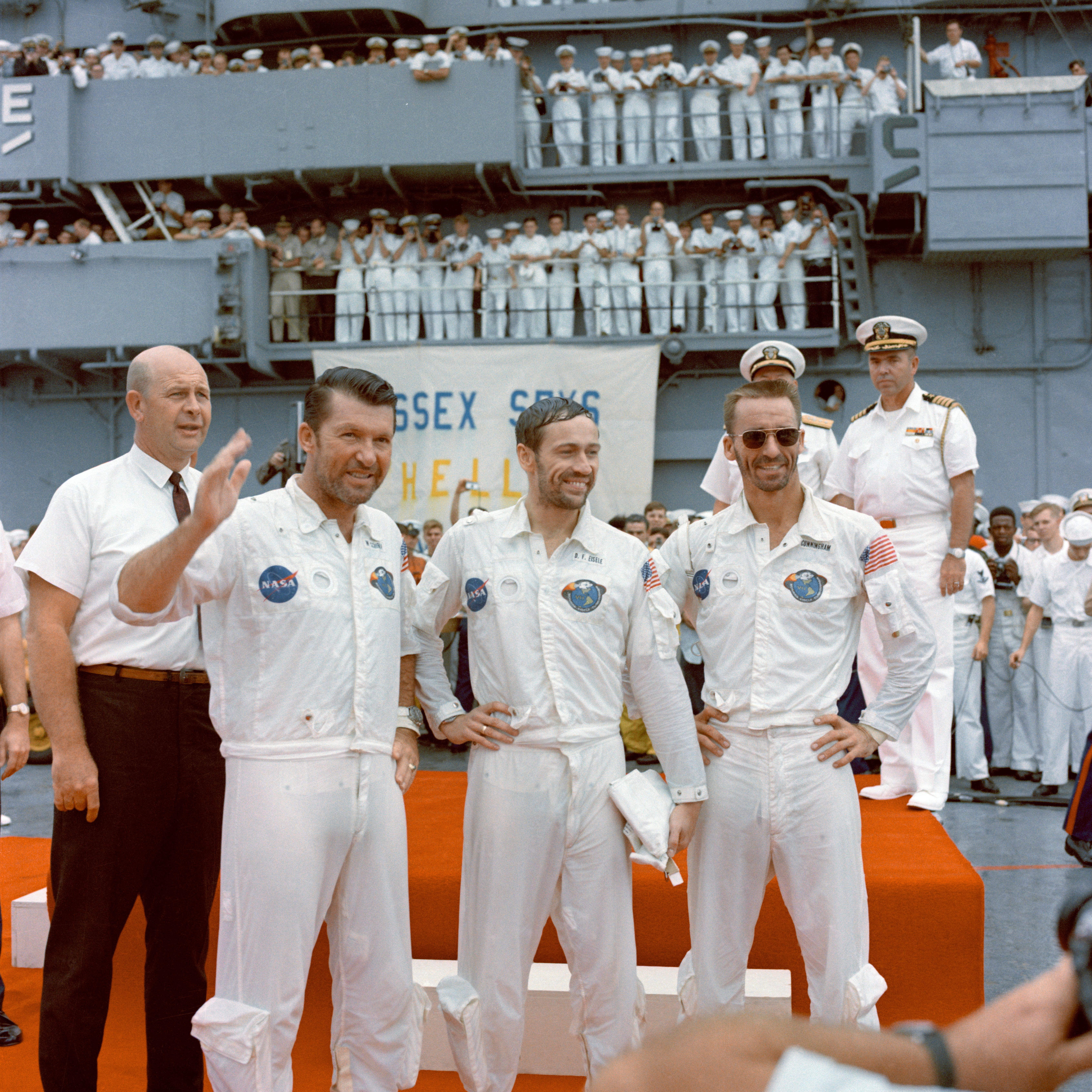
艾塞克斯號航空母艦欢迎阿波罗七号乘组上船

任务第八天时，地面要求阿波罗七号执行新程序，结果计算机死机。埃斯利用无线电回报：“我们没有取得你们想要的结果，什么鬼东西都没有，而且……你们下边儿把任务发过来的时候就已经有人他妈搞砸了。”:1032施艾拉事后表示，这应该是任务控制中心对埃斯利不满的主要原因:1032。次日发生的争执更多，由于测试期间宇航员不得不反复点火反推力系统推进器保持太空船稳定，施艾拉愤怒地在汇报时称：“麻烦你搞清楚到底是哪个蠢猪想出这种测试。我想知道到底是谁，回去之后我还想和他面对面好好理论一把”。埃斯利也在此时抱怨：“顺便帮忙搞清楚‘P22地平线测试’是哪个想得美的天才做梦想出来的”。
施艾拉坚持主张再入期间宇航员不应戴上头盔，导致乘组任务控制中心气氛更加紧张。三名宇航员都患上感冒，再入期间气压增大，鼻窦压力可能导致耳膜破裂。他们需要捏住鼻子呼气，这就不能戴上头盔。地面此后多日都要求乘组再入时戴上头盔，但施艾拉拒不听从，自称身为指令长有权决定，哪怕斯雷顿警告他任务结束后可能面临处分。施艾拉后于1994年表示：“我感冒了，而且已经与地面充分讨论，没有那么多时间继续争执该不该戴头盔。所以我的根本论点就是，现在是我在上面，我说了算。如果我死了或是聋了，他们载上黑臂章就完事儿。我有责任完成任务。”
协调世界时1968年10月22日11:11:48，阿波罗七号在百慕大西南偏南约370公里洋面平安溅落，负责救援的艾塞克斯號航空母艦就在溅落点以南仅13公里，整个任务耗时十天20小时9分3秒:180。

## 评价和影响

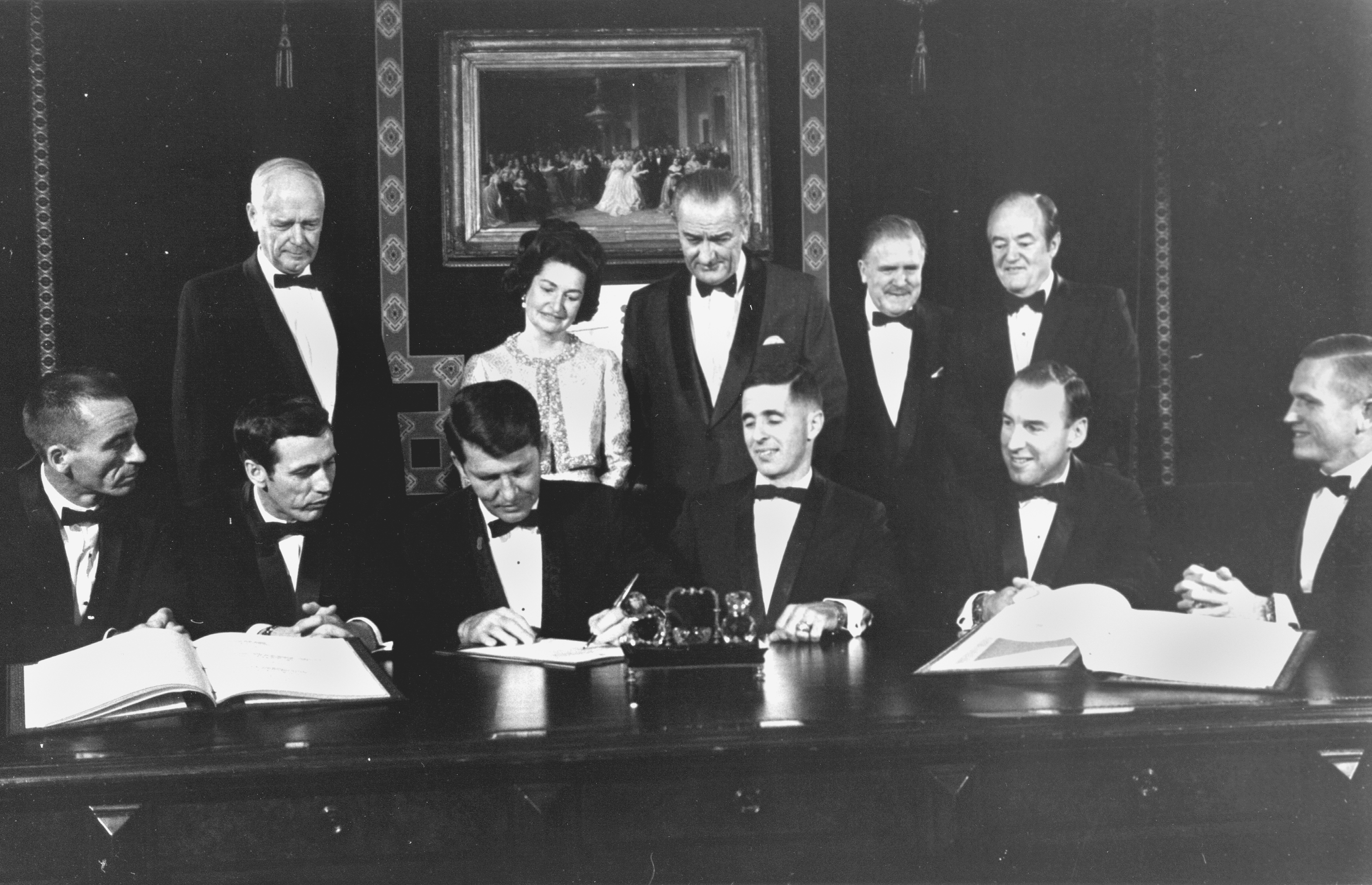
约翰逊总统夫妇、副总统汉弗莱、查爾斯·林德伯格和航空航天局局长詹姆斯·韦伯在白宫与阿罗波七号和八号乘组见面

航空航天局授予三名宇航员优异服务奖章，表彰他们顺利完成任务。1968年11月2日，林登·约翰逊总统在德克萨斯州约翰逊城林登·约翰逊牧场主持仪式向宇航员颁奖。他还向不久前退休的航空航天局局长颁发航空航天局最高荣誉杰出服务奖章，感谢他自阿波罗计划启动以来对美国太空计划的杰出领导。。应总统邀请，施艾拉等人1968年12月作客白宫。
乘组和任务控制中心的冲突没有影响任务顺利达成目标，证实服务与指令舱能够满足飞行要求，为短短两个月后的阿波罗八号升空奠定基础。1987年埃斯利谢世后，约翰·麦克奎斯顿（John T. McQuiston）在《纽约时报》发文，称赞阿波罗七号的成功为航空航天局太空计划重振信心。另据琼斯记载：“阿波罗七号返回三周后，国家航空航天局局长托马斯·潘恩（Thomas Paine）同意12月下旬发射绕月运行的阿波罗八号，阿波罗七号令国家航空航天局摆脱火审——虽然只是一小步，但这条路将在九个月后引领另一组宇航员踏上静海”。

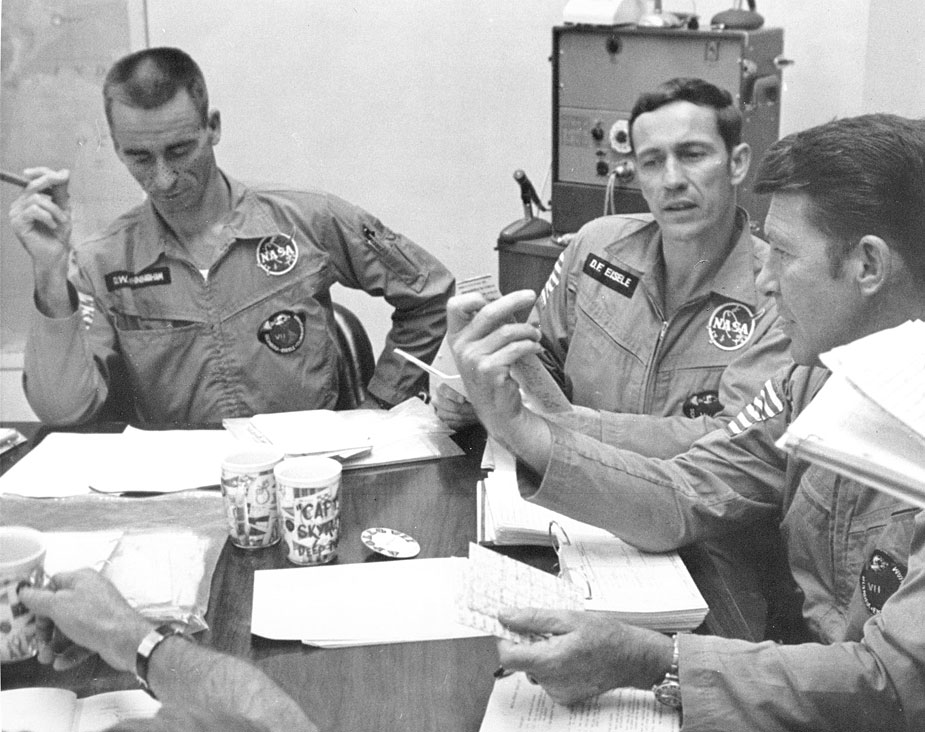
1968年10月23日，阿波罗七号乘组简报

阿波罗计划总监塞缪尔·菲利普斯（Samuel C. Phillips）表示：“阿波罗七号是我眼中完美达成的任务，而且超额完成目标”。飞行指导克里斯托弗·克拉夫特（Christopher Kraft）表示：“施艾拉带队完成所有任务……至少可以说完成全部有用的任务。他们让所有人都非常满意地证明，服务推进系统发动机非常可靠。他们以真正的专业精神操作服务与指令舱。艾斯利称：“或许有时我们尽显张狂、霸道，甚至有些马基雅维利主义。不管别人觉得这到底是偏执狂还是明智，最后我们都达成目标。我们的任务很成功。”吉恩·克兰兹1998年称：以更长远的眼光回首往事，施艾拉并没有像当时我们感觉的那样态度恶劣……最重要的是，哪怕指令长脾气暴躁，我们还是通力合作完成任务:1073–1074。
阿波罗七号机组成员此后再也没有参加太空飞行:1077–1078。吉姆·洛弗尔表示：“阿波罗七号飞行非常成功——他们工作十分出色——但飞行过程争执不断。他们各个儿都把地面人员彻底惹毛了，这样以后基本是别想飞了”:1077–1078。施艾拉起飞前就宣布打算离开航空航天局和海军，1969年7月1日起生效:189。另外两人的太空飞行事业都因参与阿波罗七号受阻，有说法称，克拉夫特曾告知斯雷顿，以后再也不想和阿波罗七号的宇航员合作:1074–1075。康尼翰听说后于1969年初找上克拉夫特，后者虽不承认，但据康尼翰所说“也不是一幅受了多大冤屈出离愤怒的样子”:183。艾斯利是首位离婚的现役宇航员，之后很快再婚，担任阿波罗十号替补指令舱驾驶员时表现冷漠，这些因素都可能对他事业不利:217–220。1970年辞去宇航员职位后他在弗吉尼亚州兰利研究中心（Langley Research Center）继续为航空航天局工作，直到1972年有资格退休:1116–1121:121–122。康尼翰后来当上宇航员办公室天空实验室计划主管。他自称曾非正式地获邀担任首次天空实验室任务指令长，结果位置落到阿波罗12号指令长皮特·康拉德手里，让他去当替补指令长，导致他在1971年辞去宇航员职务。:1079–1082:291
所有阿波罗、天空实验室，以及阿波罗-联盟计划的宇航员只有施艾拉等三人没有在任务完成后马上获杰出服务奖章（施艾拉曾因水星和双子座计划任务两次获奖）。为此，航空航天局局长迈克尔·格里芬（Michael D. Griffin）决定在2008年10月向三人追授，“感谢他们在首次阿波罗载人任务中达成所有目标的出色表现，为首次飞向月球的阿波罗八号和首次登月的阿波罗11号铺平道路”。此时只有康尼翰在世，艾斯利与施艾拉分别在1987和2007年与世长辞。艾斯利的遗孀代亡夫领奖，阿波罗八号机组成员威廉·安德斯代施艾拉领奖。包括尼尔·阿姆斯特朗、巴兹·奥尔德林和艾伦·宾在内的许多宇航员出席颁奖仪式。任务期间与乘组冲突的克拉夫特发来和解视频祝贺：“我们曾令你很不好受，但你挺过来了，而且工作无疑一直很出色……坦白讲，我实在对能成为你的朋友非常自豪。”

## 任务徽章

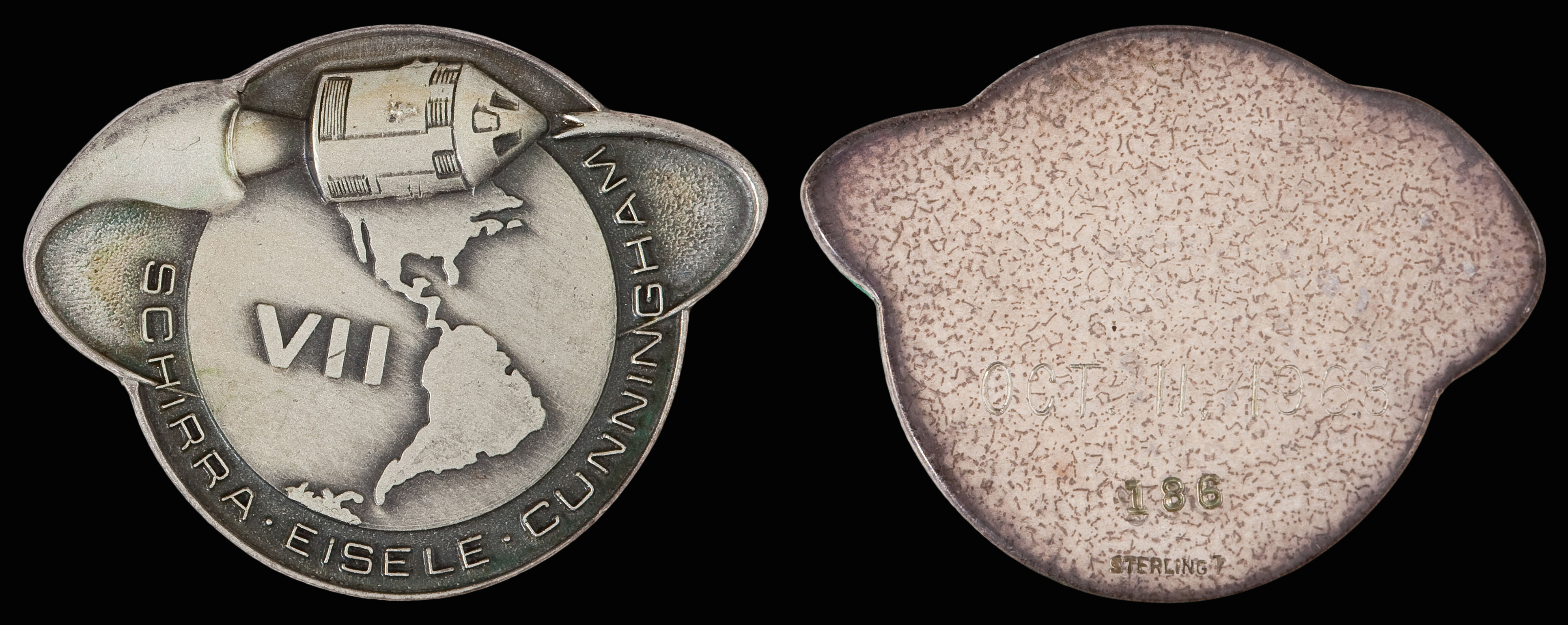
阿波罗七号太空飞行罗宾斯纪念银章

阿波罗七号的徽章上方是服务与指令舱，尾部的服务推进系统发动机正在喷火，飞行轨迹围绕地球并越过徽章边缘，代表此次任务是在地球轨道飞行。三位宇航员的姓氏围绕地球图案，罗马数字（“七”）位于南太平洋。徽章由罗克韦尔国际的艾伦·史蒂文斯（Allen Stevens）设计。

## 硬件设施处理
1969年1月，阿波罗七号服务与指令舱和三位宇航员参与理查德·尼克松总统的就职典礼游行。1970年移交史密森尼学会后，太空船曾长年借给安大略省渥太華的加拿大科技博物馆展出，2004年归还美国。如今，阿波罗七号服务与指令舱正借给位于德克萨斯州达拉斯爱田机场的飞行先驱者博物馆（Frontiers of Flight Museum）展示。

## 流行文化

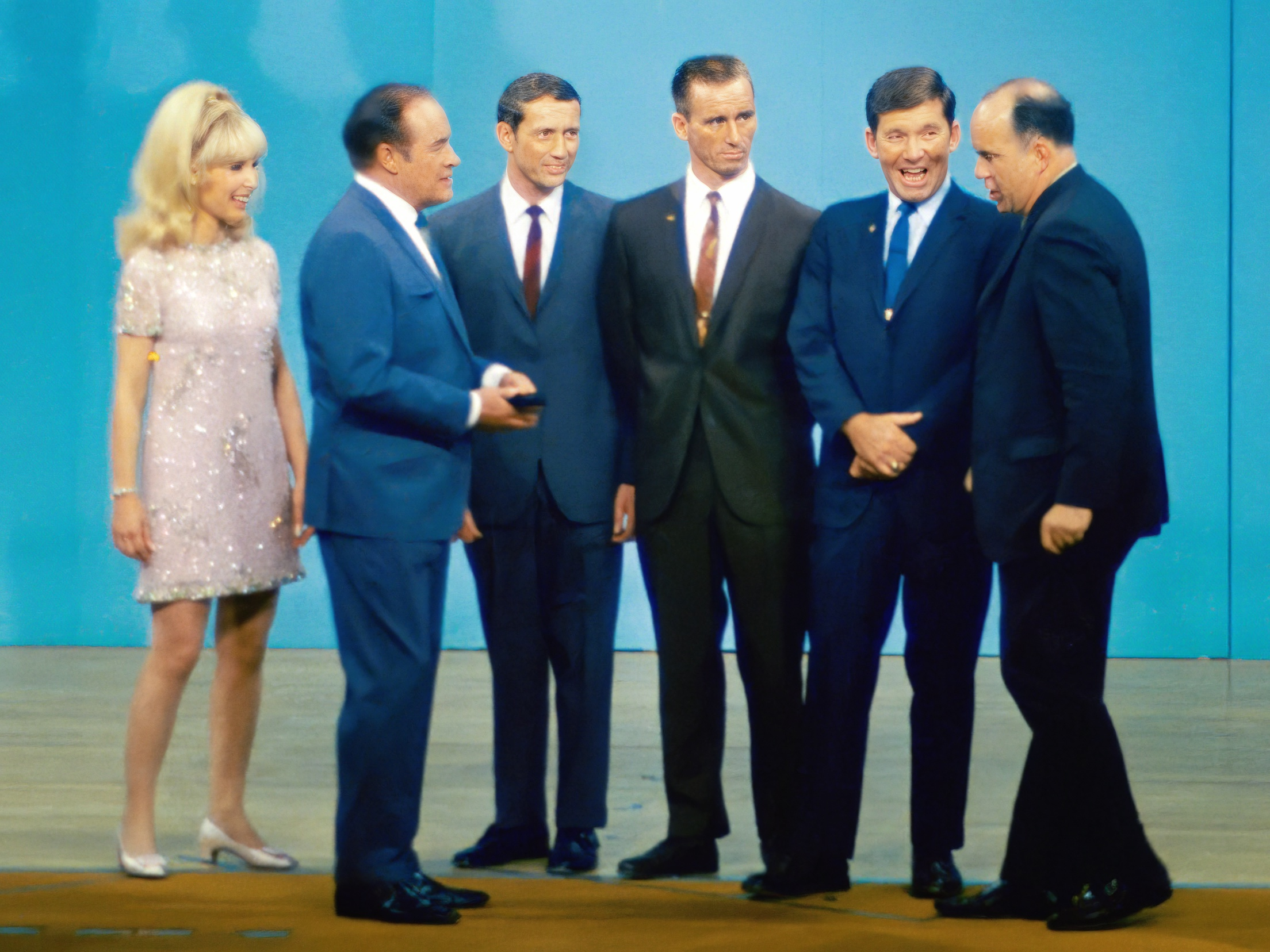
从左至右：芭芭拉·伊登、鲍勃·霍普、艾斯利、康尼翰、施艾拉，以及为任务控制中心配音的保罗·哈尼

1968年11月6日，喜剧演员鲍勃·霍普从航空航天局位于休斯顿的载人航天器中心播报电视综艺特别节目，向阿波罗七号乘组致敬。热门情景喜剧《太空仙女恋》（I Dream of Jeannie）演员芭芭拉·伊登（Barbara Eden）与施艾拉、艾斯利和康尼翰参加节目。
施艾拉因阿波罗七号任务期间患上感冒成为某感冒药的电视广告代言人，但与太空中实际服用的药物不同，他代言的是非处方药。
1998年迷你剧集《从地球到月球》就有阿波罗七号的分集《我们已扫清障碍》（We Have Cleared the Tower），馬克·漢蒙饰演施艾拉，约翰·梅斯（John Mese）扮演艾斯尔，弗瑞德里克·林恩（Fredric Lehne）诠释康尼翰，尼克·西塞出演斯雷顿。

## 画廊

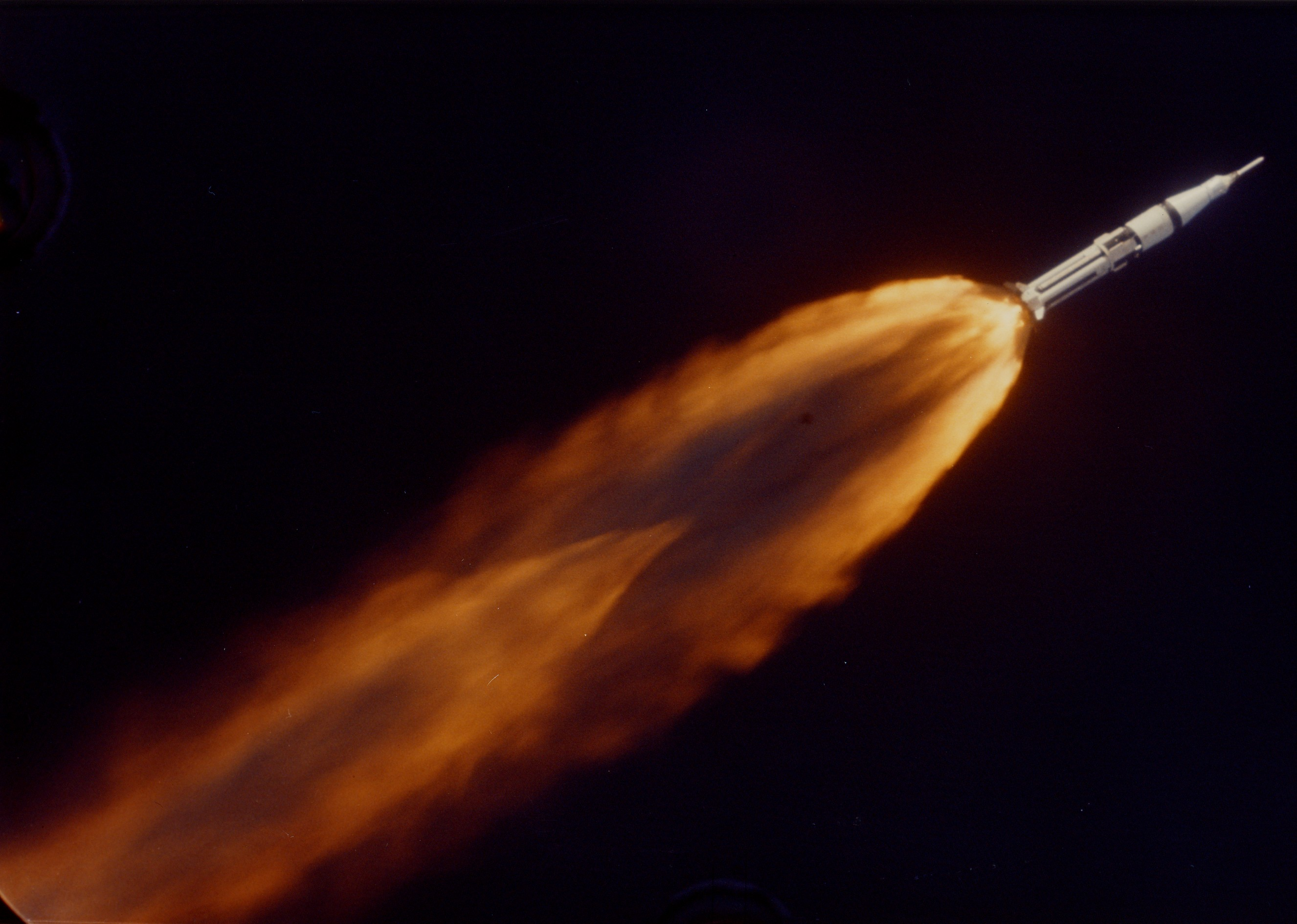
阿波罗七号飞行
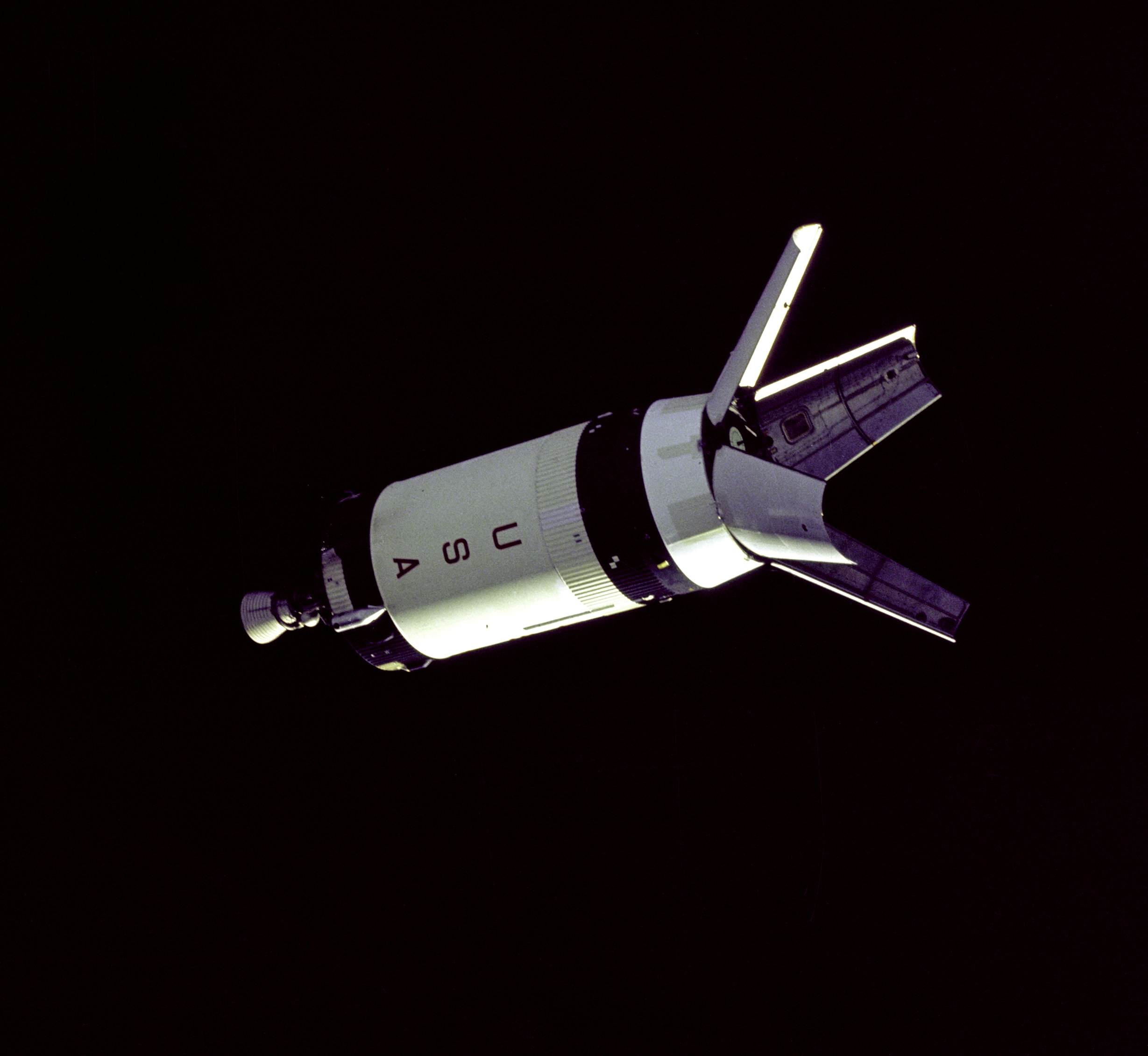
二级火箭远景
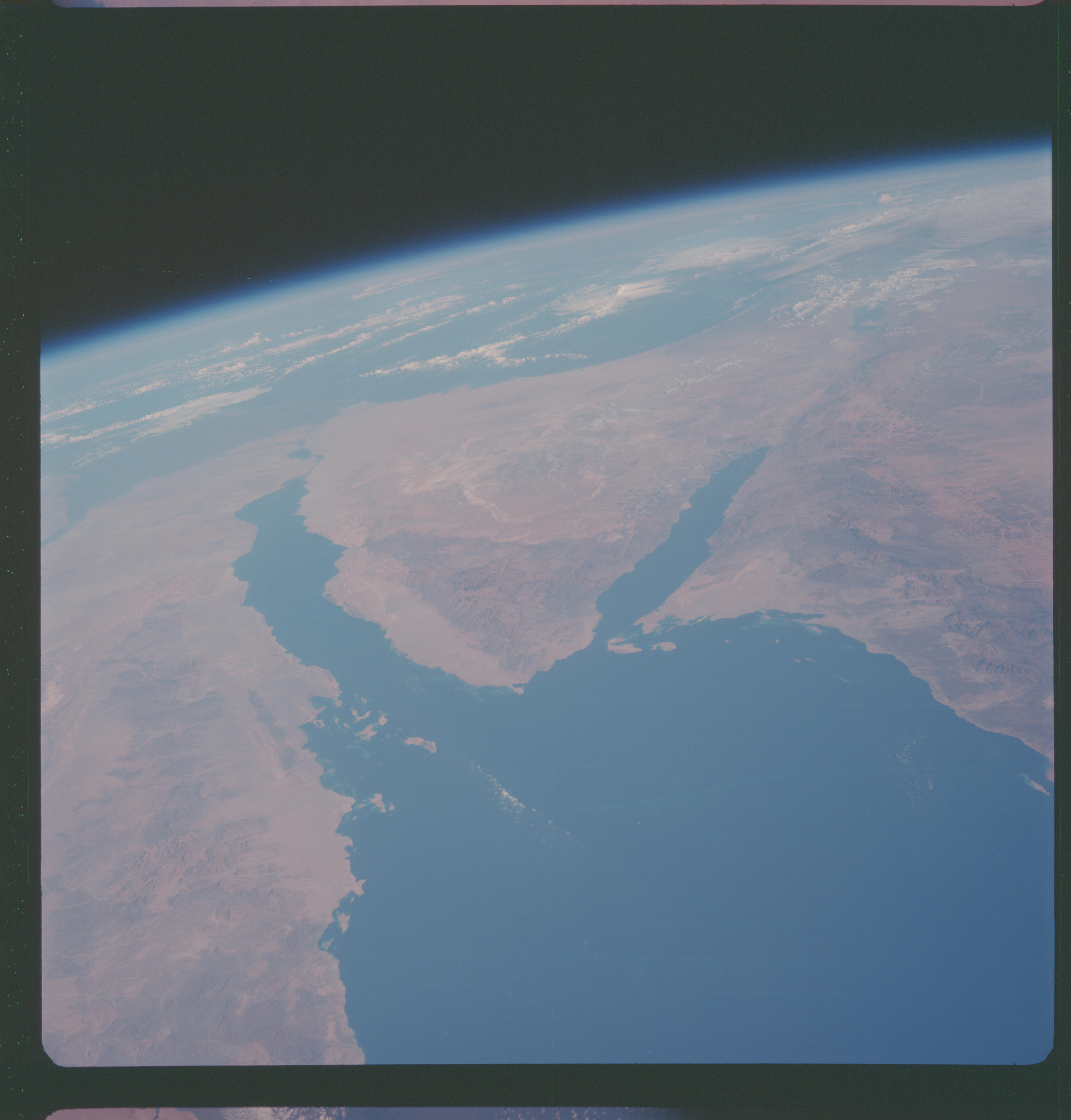
阿波罗七号拍下的西奈半岛
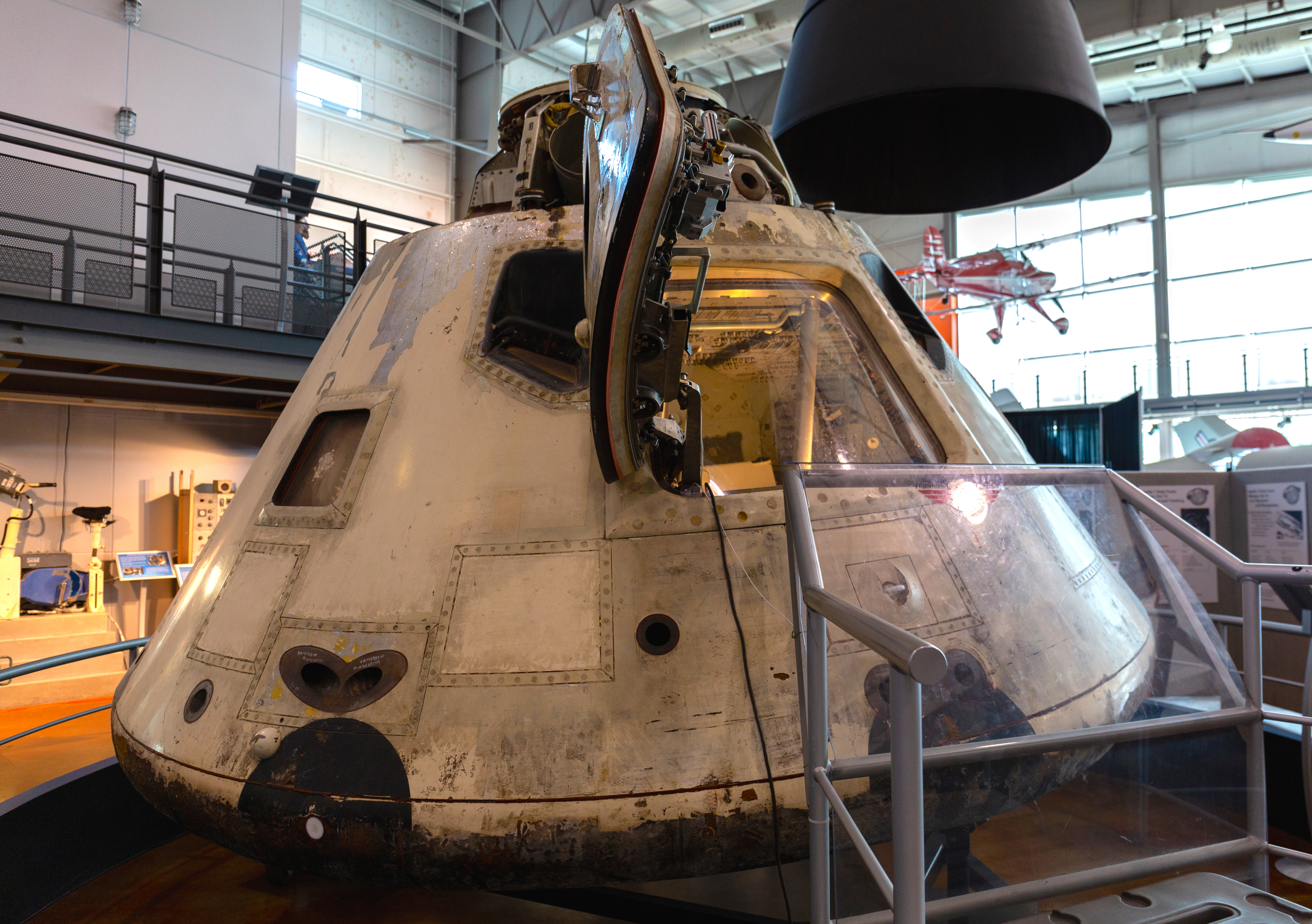
阿波罗七号指令舱在博物馆展出

## 扩展阅读
- Lattimer, Dick. . History-alive series 1. Foreword by James A. Michener 1st. Alachua, FL: Whispering Eagle Press. 1985  [2020-12-11]. ISBN 978-0-9611228-0-5. LCCN 85222271.